# Provincia Phrae
Phrae (în thailandeză แพร่) este o provincie (changwat) din Thailanda. Situată în regiunea de Nord, provincia Phrae are în componența sa 8 districte (amphoe), 78 de sub-districte (tambon) și 645 de sate (muban). 
Cu o populație de 463.243 de locuitori și o suprafață totală de 6.538,6 km2, Phrae este a 58-a provincie din Thailanda ca mărime după numărul populației și a 32-a după mărimea suprafeței.